# Sh2-192
Sh2-192 è una nebulosa a emissione visibile nella costellazione di Cassiopea.
Si individua nella parte orientale della costellazione, circa 1° a nordest della grande nebulosa IC 1805; il periodo più indicato per la sua osservazione nel cielo serale ricade fra i mesi di settembre e febbraio ed è notevolmente facilitata per osservatori posti nelle regioni dell'emisfero boreale terrestre, dove si presenta circumpolare fino alle regioni temperate calde.
Si tratta di una piccola regione H II facente parte di un trio di nebulose assieme alle vicine Sh2-193 e Sh2-194. Nella gran parte delle pubblicazioni si tende a considerarle come parte di un unico complesso, come nel Catalogo Avedisova, dove viene associato anche a tre sorgenti di radiazione infrarossa catalogate dall'IRAS; fra queste sorgenti vi è IRAS 02407+6047, coincidente con un ammasso aperto fortemente oscurato dai gas formato da almeno 50 giovani stelle, racchiuse in un diametro di 0,92 parsec. Sempre tramite questi studi emerge una distanza simile al Complesso W3/W4/W5, stimata attorno ai 2300 parsec (7500 anni luce), a cui sarebbero quindi associate. In studi precedenti invece queste nebulose non venivano considerate come parte di un unico sistema e venivano indicate distanze diverse per ciascuna nebulosa; nel caso di Sh2-192 era stata proposta una distanza di 3300 parsec.